# حسن افشار
حسن افشار (۱۲۹۳ تهران - ۱۳۷۱ تهران) استاد دانشگاه، وکیل دادگستری و نماینده مجلس شورای ملی و رئيس دانشكده حقوق و علوم سياسي دانشگاه تهران بود.
او فرزند علی افشار و پدر هاله افشار بود. در سال ۱۳۱۵ از دانشکده حقوق دانشگاه تهران فارغ‌التحصیل شد و برای ادامه تحصیل به اروپا رفت. پس از دو سال بعداً از دانشگاه پاریس دکترای دانشگاهی در رشته حقوق تطبیقی دریافت کرد و در سال ۱۳۱۷ به ایران بازگشت و به تدریس در دانشکده حقوق دانشگاه تهران پرداخت.
افشار مدتی در اداره کل ثبت رئیس مال‌الاجاره‌ها بود و زمانی نیز به معاونت دانشکده حقوق رسید. در سال ۱۳۳۱ معاون وزیر کار شد و پس از کودتای ۲۸ مرداد ۱۳۳۲ در دوره‌های هجدهم و نوزدهم مجلس شورای ملی نماینده تهران بود.
دكتر حسن افشار پس از دكتر موسي عميد به سمت رياست دانشكده حقوق و علوم سياسي رسيد و به مدت ٣ سال رياست دانشكده حقوق را بر عهده داشت.
حسن افشار ۲۵ سال در دانشگاه تهران تدریس کرد. به وکالت دادگستری هم می‌پرداخت و چون با زبان فرانسه آشنایی داشت غالباً وکالت شرکت‌های خارجی را به او واگذار می‌کردند. او دو بار ازدواج کرد. همسر اولش در تصادف رانندگی درگذشت و با خانم اتحادیه ازدواج کرد که قبلاً همسر سپهبد زاهدی بود.